# Форт-Апачи
Форт-Апачи (англ. Fort Apache Indian Reservation) — индейская резервация, расположенная в центрально-восточной части штата Аризона, США.

## История
Резервация была создана 21 июля 1874 года указом президента США Улисса Гранта для племён западных апачей — уайт-маунтин и сибеку. 

## География
Форт-Апачи расположена в центрально-восточной части Аризоны, севернее другой резервации апачей — Сан-Карлос. Самой высокой точкой в резервации является пик Болди (на языке западных апачей Джил Лигаи, Dził Łigai, Белая гора), высота которого составляет 3 476 м. Форт-Апачи покрыта в основном сосновыми лесами и является средой обитания для разнообразных лесных диких животных.
Территория резервации охватывает часть округов Навахо, Хила и Апачи. Общая площадь резервации составляет 6 814,918 км², из них 6 799,419 км² приходится на сушу и 15,499 км² — на воду. Административным центром резервации является статистически обособленная местность Уайтривер.

## Демография
| Год переписи                    | Нас.  |  | %±   |
| ------------------------------- | ----- |  | ---- |
| 2000                            | 12429 |  | —    |
| 2010                            | 13409 |  | 7,9% |
| 2020                            | 14340 |  | 6,9% |
| 2000–2020 U.S. Decennial Census |       |  |      |

По данным федеральной переписи населения 2000 года в резервации проживало 12 429 человек.
Согласно федеральной переписи населения 2020 года в резервации проживало 14 340 человек, насчитывалось 3 724 домашних хозяйств и 3 977 жилых домов. Средний доход на одно домашнее хозяйство в индейской резервации составлял 36 535 долларов США. Около 39,2 % всего населения находились за чертой бедности, в том числе 47,6 % тех, кому ещё не исполнилось 18 лет, и 25,6 % старше 65 лет.
Расовый состав распределился следующим образом: белые — 188 чел., афроамериканцы — 17 чел., коренные американцы (индейцы США) — 13 869 чел., азиаты — 70 чел., океанийцы — 3 чел., представители других рас — 30 чел., представители двух или более рас — 163 человека; испаноязычные или латиноамериканцы любой расы составили 173 человека. Плотность населения составляла 2,1 чел./км². Самым большим населённым пунктом Форт-Апачи является статистически обособленная местность Уайтривер.